# Hooks (Teksas)
Hooks je grad u američkoj saveznoj državi Teksas. Prema popisu stanovništva iz 2010. u njemu je živjelo 2.769 stanovnika.